# Нимвицкий, Борис Николаевич
Борис Николаевич Нимвицкий (8 декабря 1885, Везенберг, Везенбергский уезд, Эстляндская губерния, Российская империя — 25 мая 1969, Москва, СССР) — советский государственный и партийный деятель. Ответственный (1-й) секретарь Башкирского областного комитета ВКП(б) (1920—1923).

## Биография
Родился 8 декабря 1885 года в г. Везенберг Эстляндской губернии в дворянской семье.
Учился в Уфимской гимназии, потом в Брюссельской электротехнической школе.
Член РСДРП с 1903 года, большевик, с этого же года принимал участие в революционном движении в России (Уфе, Казани, Петрограде).
В 1907 году был выслан в Тобольскую губернию с заменой на выезд за границу. В 1907—1914 годах Борис Николаевич находился в эмиграции.
В 1917—1918 годах — член Колпинского и Петроградского Советов солдатских и рабочих депутатов, Петроградского комитета РСДРП(б), председатель Колпинского ревкома. Член Учредительного собрания. Делегат 7-й (Апрельской) Всероссийской конференции РСДРП и VI съезда РСДРП(б) (1917).
В 1918—1923 на партийной работе в Уфе (ответственный секретарь Уфимского губернского комитета РКП(б) (1920-22) и Башкирского областного комитета ВКП(б) (1922-23), затем работал в ВСНХ и аппарате РКП(б).
С 1933 года — преподаватель педагогики в ВУЗах г. Москвы.
Скончался 25 мая 1969 года в Москве. 

## Награды
Орден Ленина